# Neithart Höfer-Wissing
Neithart Höfer-Wissing (* 17. August 1956 in Frankfurt am Main) ist ein deutscher Diplomat im Ruhestand. Er war von 2019 bis 2022 als außerordentlicher und bevollmächtigter Botschafter Leiter der Botschaft Aschgabat in Turkmenistan.

## Leben
Nach dem Abitur 1975 leistete Höfer-Wissing zunächst seinen Wehrdienst bei der Bundeswehr ab und studierte danach von 1976 bis 1986 Geschichte, Slawistik und Amerikanistik an der Johann-Wolfgang-Goethe-Universität Frankfurt am Main, Johannes Gutenberg-Universität Mainz sowie der Lomonossow-Universität in Moskau.
1986 trat er in den Auswärtigen Dienst ein und fand nach Abschluss der Laufbahnprüfung für den höheren Dienst zunächst von 1988 bis 1989 Verwendung in der Politischen Abteilung des Auswärtigen Amtes in Bonn sowie daraufhin bis 1992 als Presseattaché an der Botschaft in Jugoslawien. Nach einer darauf folgenden Verwendung von 1992 bis 1995 in der Wirtschaftsabteilung des Auswärtigen Amtes, war er bis 1998 in der Politischen Abteilung der Botschaft in Russland tätig, ehe er zwischen 1998 und 1999 stellvertretender Leiter der Politischen Abteilung des Hohen Repräsentanten für Bosnien und Herzegowina (OHR) in Sarajevo war.
Nach seiner Rückkehr war Höfer-Wissing von 1999 bis 2000 stellvertretender Referatsleiter für Ostmitteleuropa, Norwegen und den Ostseerat im Auswärtigen Amt in Berlin und danach bis 2003 stellvertretender Leiter der Politischen Abteilung der United Nations Interim Administration Mission in Kosovo (UNMIK) in Priština. Nachdem er zwischen 2003 und 2006 stellvertretender Abteilungsleiter der Politischen Abteilung bei der Ständigen Vertretung der Bundesrepublik Deutschland bei dem Büro der Vereinten Nationen und bei den anderen internationalen Organisationen in Genf war, war er kurzzeitig Referatsleiter für Polen, Ungarn, Tschechien, Slowakei, Österreich, Slowenien, Benelux im Auswärtigen Amt und dann von 2006 bis 2008 Leiter der Politischen Abteilung des International Civilian Office (OIS) in Priština und gleichzeitig 2007 Leiter der politischen Abteilung der UNMIK. Im Anschluss war er zwischen 2008 und 2011 als Gesandter Leiter der Abteilung für Presse und Öffentlichkeitsarbeit der Botschaft in Russland.
Von Oktober 2011 bis Januar 2014 war Höfer-Wissing Generalkonsul der Bundesrepublik Deutschland in Nowosibirsk und damit Nachfolger von Gudrun Steinacker, die wiederum Botschafterin in Nordmazedonien (damals noch Mazedonien) wurde.
Im Januar 2014 wurde Höfer-Wissing Botschafter der Bundesrepublik Deutschland in Usbekistan, im September 2017 wechselte er in gleicher Funktion nach Tadschikistan. Der nächste Postenwechsel brachte ihn 2019 als Botschafter nach Turkmenistan, wo er bis zum Eintritt in den Ruhestand 2022 blieb.